# Gianluca Strazzabosco
Gianluca Strazzabosco (Asiago, 22 dicembre 1988) è un hockeista su ghiaccio italiano, di ruolo attaccante-ala.
È alto 185 cm per 79 kg di peso. Ha esordito nella stagione 2005-06 con 3 presenze e ha giocato sempre nell'Asiago Hockey Associazione Sportiva.